# Porcellio silvestri
Porcellio silvestrii is een pissebed uit de familie Porcellionidae. De wetenschappelijke naam van de soort is voor het eerst geldig gepubliceerd in 1924 door Arcangeli.